# Ополе (Лодзинське воєводство)
Ополе (пол. Opole) — село в Польщі, у гміні Паженчев Зґерського повіту Лодзинського воєводства.
Населення — 627 осіб (2011).
У 1975-1998 роках село належало до Лодзинського воєводства.

## Демографія
Демографічна структура станом на 31 березня 2011 року:
|          | Загалом | Допрацездатний вік | Працездатний вік | Постпрацездатний вік |
| -------- | ------- | ------------------ | ---------------- | -------------------- |
| Чоловіки | 337     | 90                 | 224              | 23                   |
| Жінки    | 290     | 62                 | 176              | 52                   |
| Разом    | 627     | 152                | 400              | 75                   |